# 3575 Anyuta
3575 Anyuta è un asteroide della fascia principale. Scoperto nel 1984, presenta un'orbita caratterizzata da un semiasse maggiore pari a 2,7486383 UA e da un'eccentricità di 0,1237341, inclinata di 7,76635° rispetto all'eclittica.